# Taylor-Ann Hasselhoff
Taylor-Ann Hasselhoff (* 5. Mai 1990 in Los Angeles, Kalifornien) ist eine US-amerikanische Reality-TV-Teilnehmerin und Schauspielerin.

## Leben
Taylor-Ann Hasselhoff Eltern sind der Schauspieler und Sänger David Hasselhoff und die Schauspielerin Pamela Bach (1963–2025). Ihre jüngere Schwester ist Hayley Hasselhoff. Seit ihrer Kindheit trat sie gelegentlich in kleineren Rollen in Film- und Fernsehproduktionen auf. Sie trat wiederholt als Tochter David Hasselhoffs öffentlich in Erscheinung, so in der Dokumentation The Hoff: When Scott Came to Stay (2009) oder in Talkshows wie Daybreak (2010), Rachael Ray (2010), Breakfast (2011),  Reality-Sendungen wie Meet the Hasselhoffs (2009), Same Name (2011) und Entertainment Tonight (2010) auf. 2011 nahm sie an Britain’s Got More Talent teil, 2015 hatte sie eine zentrale Rolle in der 3. Staffel des Realityformats Rich Kids of Beverly Hills.
Nach Ende ihrer TV-Karriere arbeitet Hasselhoff als Immobilienmaklerin. Sie ist seit Februar 2023 verheiratet und wurde im August 2024 Mutter einer Tochter.

## Filmografie (Auswahl)
- 1999, 2000: Baywatch – Die Rettungsschwimmer von Malibu (Baywatch, Fernsehserie, 2 Gastauftritte)
- 2002: More Than Puppy Love
- 2009: Meet the Hasselhoffs (Reality-TV)
- 2010: Schatten der Leidenschaft (The Young and the Restless, Fernsehserie, Gastauftritt)
- 2010: The Hasselhoffs (Reality-TV, 2 Folgen)
- 2014: Sunken City
- 2015: Rich Kids of Beverly Hills (Reality-TV)
- 2016: Sharknado 4 (Sharknado: The 4th Awakens)
- 2016: Hell’s Kitchen (Fernsehserie, Folge 16x15)